# Зальвюрк, Зигмунд фон
Эрнст Зигмунд (Сигизмунд) фон Зальвюрк (нем. Sigmund von Sallwürk; 12 апреля 1874, Баден-Баден — 6 февраля 1944, Галле) — немецкий художник, график, книжный иллюстратор.

## Биография
Сын педагога Эрнста фон Зальвюрка. Учился живописи в Академии художеств Карлсруэ, ученик Леопольда фон Калькрёйта, позже брал частные уроки в Мюнхене.
С 1903 года жил и творил в Галле как академический художник, писал портреты. Был книжным иллюстратором, плакатистом. В 1940 году ему было поручено создать серию картин с изображением истории горного дела для Немецкого горного музея в Бохуме.

Работы
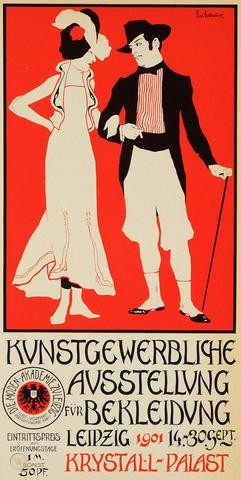
Плакат 1901
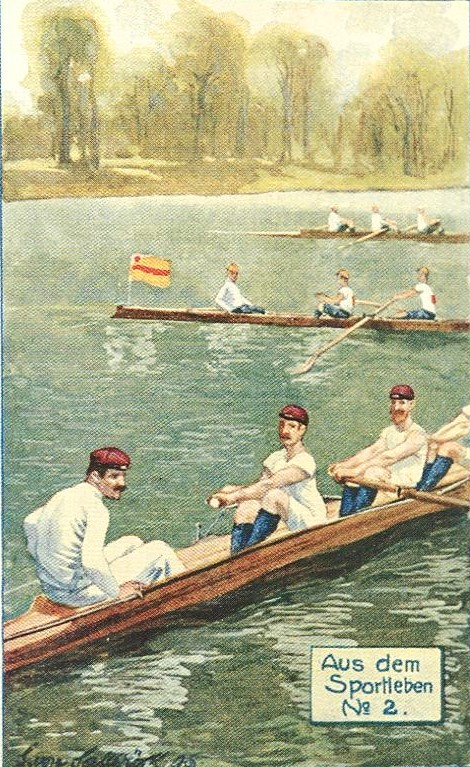
Иллюстрация
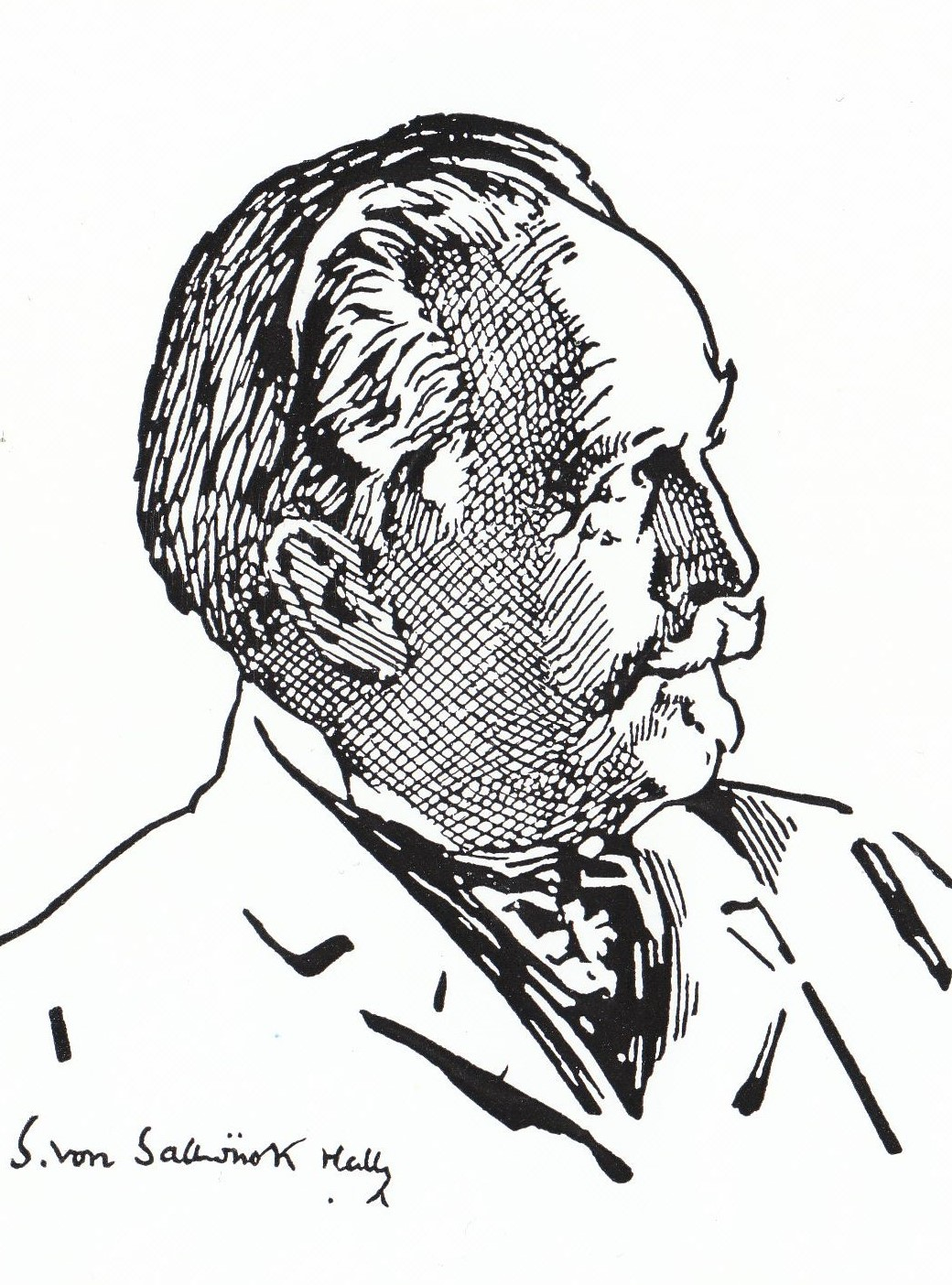
Портрет Карла Мая
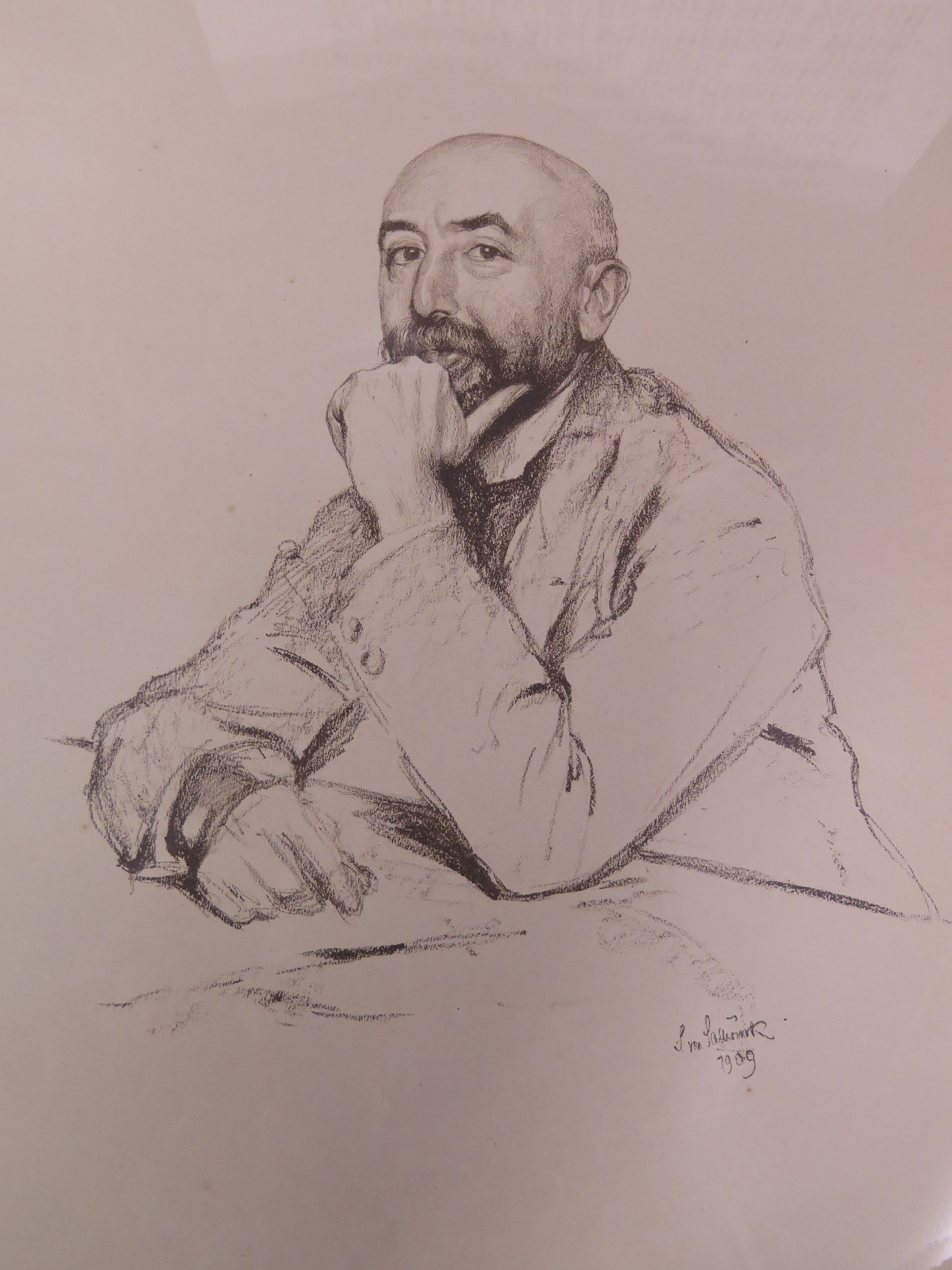
Портрет Адольфа Гольдшмидта
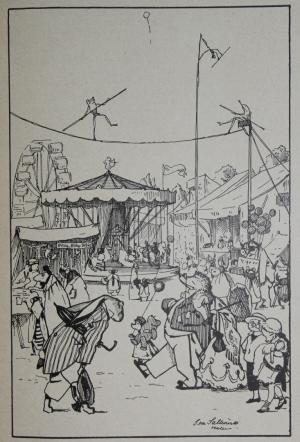
Иллюстрация